# Боэли, Александр Пьер Франсуа
Александр Пьер Франсуа Боэли (фр. Alexandre-Pierre-François Boëly; 19 апреля 1785, Версаль — 27 декабря 1858, Париж) — французский композитор, музыкальный педагог, органист и пианист периода романтизма.

## Биография
Первые уроки музыки получил у своего отца Жана-Франсуа Боэли, который служил певцом в готической часовне-реликварии Сент-Шапель. В возрасте одиннадцати лет начал учиться игре на скрипке и фортепиано в Парижской консерватории; однако курса не окончил. С юных лет стал давать уроки музыки. Помимо игры на фортепиано и органе, Боэли был также талантливым альтистом.
В 1834 году получил временную должность органиста в парижской церкви Сен-Жерве, которую занимал до 1838 года. В 1840 году стал церковным органистом в Сен-Жермен-л’Осеруа, что позволило ему получить репутацию виртуоза.
Музыкальный педагог. Камиль Сен-Санс называл его «непревзойдённым учителем» и органистом.
Сочинял музыку. Опубликовал несколько рукописных работ, которые хранил с юных лет. Примерно с 1845 по 1850 год преподавал в хоровой школе при Соборе Парижской Богоматери. Примерно в 1852 году Боэли пришлось отказаться от должности органиста в Сен-Жермен-л’Осеруа, уступив место в пользу одного из своих учеников. Причиной называли то, что пастору не нравился стиль Боэли.
Хотя Боэли почти не был известен широкой публике, к концу жизни завоевал популярность у группы друзей, среди которых были Мари Биго, Пьер Байо, Фридрих Калькбреннер и Иоганн Баптист Крамер.

## Творчество
Изучал труды И. С. Баха, Й. Гайдна, В. А. Моцарта и Бетховена. Хотя Боэли долгое время был приверженцем романтизма, был представителем Венской классической школы в конце жизни обратился к более старому стилю венского классицизма.
Его творчество включает в себя две мессы и многочисленные произведения для фортепиано, органа и камерной музыки. Он часто использовал модуляцию и хроматику в своих инструментальных произведениях .

## Избранные музыкальные сочинения
- 3 мелодии для виолончели и органа
- 3 прелюдии для органа
- 30 каприсов для фортепиано, op.2
- 6 ноэлей для органа, op.15
- 6 романсов, op.19
- Pange lingua, op.41
- Аллегретто до мажор для органа
- Аллегретто си минор для органа, op.18, № 10
- Аллегро ми-бемоль мажор для органа, op.18 № 12
- Аллегро си-бемоль минор для фортепиано, op.49 № 2
- Аллегро фа минор для органа, op.18, № 7
- Анданте до мажор для органа, op.18, № 5
- Анданте ми минор для органа
- Анданте ми-бемоль мажор для органа, op.18 № 1
- Анданте си минор для органа, Op. 18, № 4
- Анданте соль мажор для органа, op.18, № 2
- Жига ля минор фортепиано, op.54 № 11
- Интерлюдия ми мажор для органа
- Канон ми минор для органа, op.18, № 11
- Канон си минор для органа, op.18, № 3
- Каприс ля-бемоль мажор для фортепиано, op. 7
- Ларгетто до минор для органа (Recit de Hautbois)
- Ляргетто до-диез минор для органа, op.43 № 8
- Модерато ми-бемоль минор для фортепиано, op.52 № 11
- Модерато ре мажор для фортепиано, op.50 № 4
- Модерато фа-диез минор для фортепиано, op.46 № 12
- Офферторий ре минор для органа
- Скерцо си мажор для органа, op.18, № 9
- Соната для фортепиано № 1 до минор, op.1
- Соната для фортепиано № 2 соль мажор, op.2
- Струнное трио ре мажор, op.5 № 2
- Струнное трио ре мажор, op.5, № 1
- Струнное трио соль минор, op.5, № 3
- Струнный квартет ми-бемоль мажор, op.28
- Струнный квартет соль мажор, op. 29
- Струнный квартет № 4 ми мажор, op.30
- Струнный квартет № 1 ля минор, op.27
- Сюита для Oргана до минор, Op. 12, № 1 — № 4
- Сюита для Oргана соль минор, Op. 12, № 5 — № 10
- Токката си минор для органа, op.43 № 13
- Фантазия для органа, op.57
- Фантазия и фуга си-бемоль мажор для органа, op.18 № 6
- Фантазия ми-бемоль мажор для фортепиано, op.21
- Фуга до минор для органа
- Фугетта ре минор для органа